# Usnea mexicana
Usnea mexicana är en lavart som beskrevs av Vain. Usnea mexicana ingår i släktet Usnea och familjen Parmeliaceae.   Inga underarter finns listade i Catalogue of Life.